# Kaplica Najświętszej Maryi Panny Dobrej Rady w Sulistrowiczkach
Kaplica Najświętszej Maryi Panny Dobrej Rady w Sulistrowiczkach (Sanktuarium Najświętszej Maryi Panny Dobrej Rady) – rzymskokatolicka kaplica filialna parafii Najświętszego Serca Pana Jezusa w Sulistrowiczkach,  w gminie Sobótka, wotum 46. Międzynarodowego Kongresu Eucharystycznego, Wielkiego Jubileuszu Roku 2000 i 1000-lecia biskupstwa wrocławskiego.

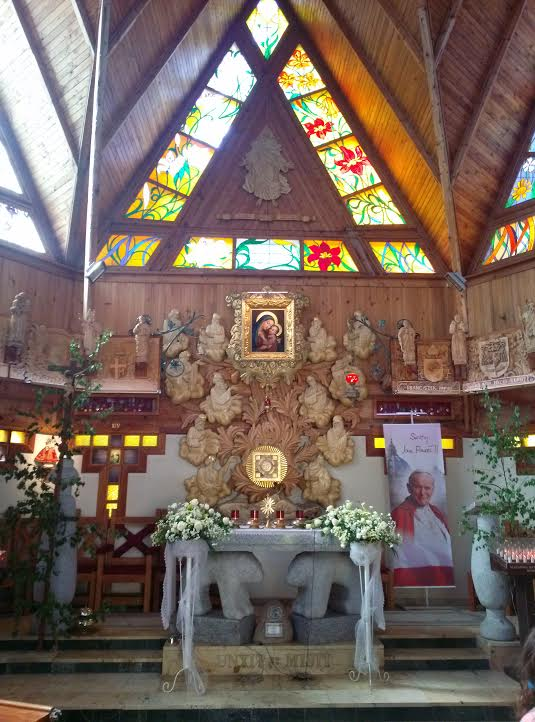
Wnętrze kaplicy

Przy kaplicy funkcjonuje czynny przez cały rok Ośrodek Kultury Chrześcijańskiej.

## Historia
Inicjatorem budowy kaplicy był w 1992 roku ks. Ryszard Staszak. Prace projektowe kaplicy pod kierunkiem Jerzy Wojnarowicza rozpoczęły się w 1992 roku, natomiast teren pod budowę zakupiono wiosną 1993 roku. 15 sierpnia 1993 roku ks. biskup Józef Pazdur poświęcił krzyż i plac pod budowę kaplicy jako wotum 46. Międzynarodowego Kongresu Eucharystycznego. 7 maja 2000 ks. kardynał Henryk Gulbinowicz konsekrował kaplicę jako wotum Wielkiego Jubileuszu Roku 2000 i 1000-lecia biskupstwa wrocławskiego.

## Architektura
Kaplica powstała na planie siedmiokąta foremnego z więźbą dachową w kształcie gwiazdy siedmioramiennej.  Wykonana została z drewna świerkowego na cokole granitowym i nawiązuje do stylu zakopiańskiego. Okna  w kształcie krzyży jerozolimskich i rzymskich wypełnione witrażami ze stacjami drogi krzyżowej.

Przy kaplicy wolno stojąca dzwonnica w postaci wydłużonej kaplicy słupowej z latarnią.

## Wyposażenie
Witraże autorstwa Marii Gostylli-Pachuckiej przestawiają chronione rośliny rezerwatu przyrody Łąka Sulistrowicka, które (wraz z siedmioramienną więźbą dachową) symbolicznie nawiązują do siedmiu Darów Ducha Świętego: 
- Dar Mądrości – storczyki, osty, dziewięćsił
- Dar Rozumu – maki, rumianki, niezapominajki
- Dar Rady – lilia złotogłów
- Dar Męstwa – róża francuska, goździk pyszny, wężymord niski
- Dar Umiejętności – goryczka wąskolistna, pełnik europejski, wawrzynek wilczełyko
- Dar Pobożności – kosaciec syberyjski, zanokcica serpentynowa, wawrzynek wilczełyko
- Dar Bojaźni Bożej – oset nastroszony (żółty i fioletowy)

W latarni umieszczono portrety św. Maksymiliana Kolbego, św. Alberta Chmielowskiego, św. Edyty Stein, św. Faustyny Kowalskiej, św. Pio z Pietrelciny, św. Matki Teresy z Kalkuty i  św. Jana Pawła II.
Ołtarz główny z granitu przedstawia, wzorowane na przedchrześcijańskiej rzeźbie kultowej Niedźwiedźze szczytu Ślęży, niedźwiedzie, niosące na grzbietach płytę ołtarzową, które chylą głowę przed relikwią – kamieniem z Wieczernika, co ma symbolizować siłę i potęgę Boga. 
Nastawa ołtarzowa z drewna lipowego przedstawia Drzewo Jessego. Krzyż ołtarzowy wspiera się na rzeźbie, wzorowanej na ustawionej obecnie w Sobótce, kultycznej rzeźbie Mnich, natomiast ambonka na rzeźbie, wzorowanej na ustawionej obecnie w Sobótce przy kościele św. Anny, kultycznej rzeźbie Grzyb. 
W prezbiterium drewniana figura św. Józefa i Matki Bożej Fatimskiej. 
Na emporze wokół świątyni znajduje się fryz rzeźbiarski przedstawiający Jezusa błogosławiącego dzieci, Gody w Kanie Galilejskiej, 15 Tajemnic Różańca a także herby św. Jana Pawła II, ks. kardynała Henryka Gulbinowicza oraz biskupów  Mariana Gołębiewskiego i Józefa Pazdura. 
Przy wejściu nad emporą zawieszona jest chrzcielnica z granitu, natomiast na ścianach umieszczono tabliczki marmurowe z nazwiskami fundatorów. 

## Otoczenie kaplicy
- marmurowa figura Matki Bożej Dobrej Rady Wędrującej (przed kościołem)[2][3]
- kamienna figura Matki Bożej z Nazaretu (w odległości 50 m przy źródełku)[2][3]
- drewniana figura Chrystusa Frasobliwego[8]